# Copris davisi
Copris davisi là một loài bọ cánh cứng trong họ Bọ hung (Scarabaeidae).